# Żyła grzbietowa prącia

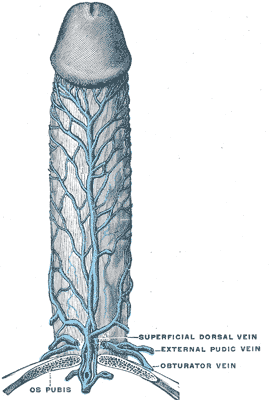
Żyły prącia

Żyła grzbietowa prącia – w anatomii człowieka naczynie krwionośne biorące udział w odprowadzaniu krwi żylnej z prącia.
W przeciwieństwie do parzystej żyły grzbietowej powierzchownej prącia żyła grzbietowa prącia jest naczyniem nieparzystym (w organizmie występuje tylko jedna taka żyła). Odbiera ona krew z żołędzi prącia, dokładniej zaś z kory tejże żołędzi, jak również z ciała gąbczastego i ciał jamistych prącia. Korę żołędzi opuszcza wiele pni żylnych, które łączą się ze sobą, aby wytworzyć w końcu pojedyncze naczynie – żyłę grzbietową prącia właśnie. Żyła ta biegnie dalej poniżej powięzią głęboką prącia, przebiegając w grzbietowym rowku prącia. Następnie naczynie to przebiega poniżej spojenia łonowego, mijając z jednej strony więzadło łukowate łonowe, z drugiej zaś więzadło poprzeczne krocza. W końcu żyła grzbietowa prącia oddaje krew do splotu żylnego sterczowego oraz do żyły sromowej wewnętrznej. Krew ta przez splot sterczowy dostaje się do żył pęcherzowych. W jej przebiegu uchodzą do niej w różnej liczbie (od 8 do 10) dopływy, którymi dopływa do niej krew żylna z ciał jamistych oraz z ciała gąbczastego.